# Eagle Aviation France
Eagle Aviation France — французская авиакомпания со штаб-квартирой в Сен-Назере; флот авиакомпании базировался в Международном аэропорту имени Шарля де Голля в Париже.

## История
Компания Eagle Aviation была основана в 1998 году в Либерии для выполнения заказов группы Al Amrani. В 1999 году переведена во Францию в Сен-Назер в качестве коммерческого оператора для участия в лизинговых операциях.
Количество сотрудников не превышало 10 человек.
Прошла процедуру банкротства и ликвидирована 18 февраля 2009 года.

## Флот
За всю историю компании в её флоте было зарегистрировано 14 самолётов, 2 из которых на данный момент законсервированы, один сдан на слом:
- Airbus A300-600 — 2;
- Airbus A300B4 — 2 (один отправлен на слом);
- Airbus A310-200 — 2;
- Airbus A310-300 — 1 (законсервирован);
- Airbus A320-200 — 2;
- Boeing 747-400 — 1;
- Boeing 757-200 — 4 (один законсервирован).